# 鬥陣特攻角色列表
《鬥陣特攻》是一款由暴雪娛樂开发并发行的多人第一人称射击游戏，于2016年5月24日在Microsoft Windows、PlayStation 4和Xbox One平台发行。本條目收錄了遊戲中相關角色的個人介紹。

《鬥陣特攻》首发21名可操控角色的宣传照

遊戲首發時可操控英雄角色共有21名，之後陸續新增角色，至2025年3月达42名。玩家所操控的英雄陣亡後會回到重生点，再生室內可重新選擇其他的英雄並繼續作戰。英雄共分為三類：分別是負責製造主要傷害的「輸出型」，生命值高且能保護隊友的「肉盾型」，以及擅長恢復及補助隊友的「輔助型」。

## 攻擊型
被動技能：對敵人造成傷害後，使其在一定時間內受到的治療降低。

### 艾西（Ashe）
配音：珍妮弗·海爾（美國）；常蓉珊（中國大陸）；錢欣郁（台灣）；川崎芽衣子（日本）
全名伊麗莎白·加勒多尼亞·艾西（Elizabeth Caledonia Ashe），39歲，活躍於美國西南部，身份強盜。
艾西出生在一個優渥的家庭，雙親作為傑出的商業顧問分身乏術，長期將她託付給管家鮑伯（B.O.B.）照顧。偶然間，她遇到了卡西迪並捲入了一場犯罪之中，由此大開眼界，找到了她所認為的人生樂趣所在並開始帶上鮑伯闖蕩江湖。通過運用繼承自父母的運籌能力，她帶領著「亡鎖幫」使之逐漸壯大，她也由此在各幫派間擁有了聲望，並建立起了幫派間的秩序。擺脫幫派間內鬥困擾後的艾西更是橫行無忌，犯下了一系列罪案，手持「毒蛇」步槍的她成為了擁有傳奇亡命之徒地位的頭號通緝犯。
艾西初次登場於動畫短片《重聚》中。在短片中，艾西帶領自己的手下在66號公路炸毀鐵路劫取武器，不料被收到情報前來拯救智械老搭檔迴音的卡西迪所制止。
該角色為遊戲中第29位英雄及第8位非首發英雄，2018年11月3日於暴雪嘉年華上正式公開。
| 技能種類 | 名稱     | 說明                                                                                           |
| -------- | -------- | ---------------------------------------------------------------------------------------------- |
| 主武器   | 毒蛇     | 艾西致命的「半自動步槍」。可以進行快速射擊，也能夠利用移動瞄準進行火力更強、更精準的射擊。     |
| 一般技能 | 延时雷管 | 艾西丟出一個可以在一小段時間後爆炸或藉由射擊來引爆的炸藥。爆炸的火力會燒傷敵人，造成持續傷害。 |
| 一般技能 | 短筒猎枪 | 艾西轟擊前方的敵人，擊退他們並產生向後的衝擊力朝槍口的反方向進行位移。                         |
|          |          | 艾西能叫出她的心腹智械助手鮑伯。他會向前衝鋒，並且將敵人擊飛至空中，再發射手砲攻擊敵人。       |

### 壁壘機兵（Bastion）
配音：克里斯·梅森
正式名稱為SST實驗室突擊機器人E54（SST Laboratories Siege Automaton E54），機齡30年。
這台充滿好奇心的壁壘機兵原本在智械危機中，是出沒於戰場前線的戰鬥機器人。它現在正探索著這個世界，並深深為大自然著迷，不過依舊對可怕的人性有所提防。壁壘機兵原先是製造來維護和平的，它們的特殊之處就在於能夠快速改變自身型態，切換為攻擊機槍模式。但在智械危機中，它們卻被用來對抗製造它們的人類，產生了一大批屬於智械機器人的叛軍，因此在危機結束之後，幾乎所有的壁壘機兵都隨即被摧毀或拆解了。直到今日，壁壘機兵依舊是令人害怕的戰鬥象徵。但有一具特殊的壁壘機兵，在戰爭中的最後一場戰役受到嚴重的破壞，並被世人遺棄了十數年。它靜靜的倒在一旁，任憑大自然的力量侵蝕，緩慢的生鏽、分解。無論是蔓延的藤蔓和根包圍著它，還是小動物們在上面築巢，它都毫無反應地坐著，就像是完全感受不到時間的流逝一樣。但到了某個命運註定的一天，它無預警地啟動了。原先設定的戰鬥程式消失無蹤，取而代之的是對大自然和其中生物的無盡好奇心。於是這具充滿疑問的壁壘機兵開始探索週遭的環境，想要了解在戰爭肆虐過後，它在這顆星球上的存在意義。雖然這台「壁壘機兵」看起來溫和無害，但在它偵測到危險時，核心戰鬥程式便會接管整個系統，然後使用全身的武裝來消滅被判定具有威脅性的事物。這種機制導致在它先前遭遇人類時發生衝突，所以使得它刻意避開人口密集的區域，選擇留在荒野和世界上未開發的地帶。壁壘機兵具有自我修復的能力，並且可以在防禦性的哨衛模式、衝鋒殺敵的機動模式與威力強大的坦克模式中自由切換。
| 技能種類 | 名稱     | 說明 |
| -------- | -------- | --- |
| 主武器   | 機動模式 | 在機動模式下，壁壘機兵可以移動，並且配備了一把「衝鋒槍」，在中距離戰鬥時可以持續提供火力。                                                             |
| 主武器   | 哨衛模式 | 在哨衛模式下，壁壘機兵無法移動，但是配備可以射出大量彈幕的「格林機槍」，格林機槍能夠掃射近距離至中距離的複數目標，形成毀滅性的破壞力。                 |
| 一般技能 | 切換模式 | 壁壘機兵可以因應戰局，在兩種主要戰鬥模式（機動模式、哨衛模式）之間進行切換。                                                                           |
| 一般技能 | 自我修復 | 壁壘機兵可以進行自我修復；在修復過程中無法使用武器。                                                                                                   |
|          |          | 在坦克模式下，壁壘機兵會放下履帶，並且架上火力強大的「長程加農砲」，加農砲的砲彈會在彈著點造成大範圍的爆炸。不過壁壘機兵能維持坦克模式的時間相當有限。 |

### 毀滅拳王（Doomfist）
配音：薩赫·尼瓜加赫（美國）；劉琮（中國大陸）；王希華（台灣）；中田讓治（日本）
本名（Akande Ogundimu），45歲，第三代的「毀滅拳王」，「毀滅拳王」是一個傳承的頭銜。活躍於奈及利亞奧約，為「利爪」組織的高層。
他出身於一個地位崇高的奈及利亞家庭，並繼承家族的義肢科技公司。他鍾情於格鬥武術，然而智械危機奪取了他的右臂，使得他不得再參加各類格鬥競賽。失去人生樂趣的他被第二代毀滅拳王「努巴尼之禍」阿金吉德‧阿迪耶米提拔，加入了「利爪」並大展拳腳。後來因抱負上的差異，歐岡帝姆除掉了恩師阿迪耶米，成為了第三代「毀滅拳王」。正當歐岡帝姆的野心即將實現之際，「捍衛者」制服並逮捕了他。然而他後來在死神等人的協助下成功越獄，並在不久之後襲擊了努巴尼並擊潰了艾達維國際航廈內的OR-15型機器人。
該角色為遊戲中第25位英雄及第4位非首發英雄，於2017年7月6日於測試伺服器（PTR）上公開。
| 技能種類 | 名稱     | 說明                                                                         |
| -------- | -------- | ---------------------------------------------------------------------------- |
| 主武器   | 散彈手砲 | 毀滅拳王能從指虎關節處發射短程散彈，彈藥會隨時間自動裝填。                   |
| 一般技能 | 火箭重拳 | 毀滅拳王在蓄力之後，會往前猛衝並且擊退敵人，如果把敵人撞到牆上，傷害會更高。 |
| 一般技能 | 裂地重拳 | 毀滅拳王向前跳躍，然後猛擊地面。                                             |
| 一般技能 | 上勾重拳 | 毀滅拳王會把面前的敵人擊飛至半空中。                                         |
|          | 毁天灭地 | 毀滅拳王跳向空中，然後重重撞向地面，造成大量傷害。                           |
| 被動技能 | 最佳防守 | 毀滅拳王使用技能造成傷害後，自身會產生臨時的護盾。                           |

### 迴音（Echo）
配音：珍妮·博萊特（美國）；叶知秋（中國大陸）；王瑞芹（台灣）；千冬 (配音員)（日本）
擁有自我進化能力的戰鬥機器人，她的創造者是「捍衛者」創始成員米娜·廖（Mina Liao）。初次登場於動畫短片《重逢》。在短片中，陷入睡眠狀態的她險些被以艾西為首的「亡鎖幫」奪走。卡西迪救出、喚醒了她，希望她能代替自己響應「捍衛者」重整的號召。該角色為遊戲中第32位英雄及第11位非首發英雄，於2020年3月19日正式公開。
| 技能種類 | 名稱                                                                                    | 說明 |
| -------- | --------------------------------------------------------------------------------------- | --- |
| 主武器   | 三連射                                                                                  | 朝準星方向一次射擊3發子彈，子彈會以三角形軌道分布。                                                                                |
| 一般技能 | 黏性炸彈                                                                                | 迴音發射一連串的黏性炸彈，炸彈會在短暫延遲後爆炸。                                                                                 |
| 一般技能 | 迅速向前推進，並且可在短時間內自由飛行。                                                | |
| 一般技能 | 迴音在數秒內引導一道能量光束攻擊敵人，且光束能對生命值50%以下的目標造成極大的額外傷害。 | |
|          |                                                                                         | 迴音可以變成目標的敵方英雄複製體，並使用該英雄的技能，且可以快速積蓄該英雄的絕招能量。複製的持續時間內，敵方目標無法更換所選英雄。 |
| 被動技能 | 滑翔                                                                                    | 迴音可以在墜落時於空中滑翔。 |

### 源氏（Genji）
配音：岳·斯比斯（Gaku Space）（美國）；彭博（中國大陸）；胡鎮璽（台灣）；川原慶久（日本）
本名島田源氏（Genji Shimada），35歲，出生於日本島田忍者世家，是年紀最小的老么，亦是半藏之弟。
島田源氏原本十分排斥現在這個半人半機械的身體，如今他已經接受這個事實，並且能夠運用自如，同時發現更高層次的人性真諦。出生於島田忍者世家，他是年紀最小的老么，過著富貴榮華的生活。他對家族所進行的非法事業毫無興趣，雖然他熱愛忍者修業，也在這方面表現十分優異，不過他大部份的時間都過著花花公子般的生活。在父親的寵愛與保護下，過著無憂無慮的生活；家族中有許多人覺得他會成為家族的弱點，因此開始怨恨他的父親。後來，島田組的首領早逝，源氏的大哥半藏要求他積極參與組織內的事務，支撐父親留下的龐大帝國；但是源氏拒絕了，半藏為之震怒。兄弟倆的緊張氣氛演變為暴力衝突，源氏輸了，身陷死亡邊緣。
半藏以為自己親手殺死了弟弟，不過多虧「捍衛者」，「捍衛者」的秘密行動部隊「黑衛部隊」和安琪拉‧齊格勒醫生 (慈悲) 從中介入，從鬼門關前救回了源氏。這支全球維安部隊認為在往後對抗島田組的戰鬥中，源氏會成為有力的一步棋。源氏的傷勢漸漸復原，「捍衛者」決定改造他的身體，好爭取他的支持。他的身體有大半被替換成生化機械，大幅提高他已經十分敏捷的速度，同時也讓他原本卓越的忍者身手更上一層樓。源氏化為一具活生生的兵器，全心投入摧毀島田家犯罪帝國這個任務。但是隨著時間過去，源氏漸漸感受到自己的身體在互相抗衡；肉身與機械互相排斥，他也不知道他到底是個怎樣的人。他在任務結束後，離開了「捍衛者」，然後踏上尋求存在意義的旅程。他流浪多年，然後遇上智械僧侶禪亞塔。一開始，源氏不願接受禪亞塔的智慧箴言，但是這位仁慈的智械機械人並沒有因此放棄。慢慢的，禪亞塔成為他的導師，在這位僧侶的悉心開導下，他終於接受了這個身體，肉身與機械和諧並存。他學會了去接受事實，即使身體是由生化機械所構成，並無損他自身靈魂的完整性，於是他將這個身體視為一種禮物，視為一種獨特的優勢。於是，他這輩子第一次獲得真正的自由。雖然他不知道，他的未來歸向何方。源氏以手裏劍精準地射擊敵人、高速揮舞刀刃來彈回攻擊，或以迅影襲快速斬擊對手。
| 技能種類 | 名稱                                                               | 說明                                                                                             |
| -------- | ------------------------------------------------------------------ | ------------------------------------------------------------------------------------------------ |
| 主武器   |                                                                    | 源氏能夠以手裏劍發動急速三連射，也能朝扇形範圍射出三枚手裏劍。                                   |
| 一般技能 |                                                                    | 源氏向前衝刺，以武士刀快速斬擊路徑上的敵人。如果敵人死於這招，源氏就能立即再次使用。             |
| 一般技能 | 源氏以迅雷不及掩耳的速度揮舞刀刃，把飛向他的遠距離攻擊反彈向對手。 |                                                                                                  |
|          |                                                                    | 源氏拔出日本刀揮砍，在這一小段時間內，他會對攻擊範圍內所有目標造成足以致命的傷害，然後收刀入鞘。 |
| 被動技能 |                                                                    | 源氏可以沿着墙壁向上攀爬，并且可以在空中进行二段跳躍。                                           |

### 半藏（Hanzo）
配音：保羅·中內（美國）；劉北辰（中國大陸）；康殿宏（台灣）；阪口周平（日本）
本名島田半藏（Hanzo Shimada），38歲，身份是刺客和僱傭兵。
島田半藏不斷精進他身為弓手和刺客的技藝，只為了證明他是身手不凡的戰士。島田家的歷史可以追溯到幾個世紀之前，這個刺客組織經年累月在累積實力，讓他們有能力建立一個龐大的犯罪帝國，經由軍火和非法物品的交易獲得龐大的利益。半藏身為領袖的長子，始終負有繼承父親、統治島田組這片江山的使命。所以半藏從小受到嚴密訓練，而他也在訓練中展現出了天生的領導能力和戰術策略天份。不僅如此，半藏在實戰方面也有傑出表現，他在武術、劍術，和弓術上的造詣也是相當不凡。在父親去世之後，族中長老指示半藏去說服桀傲不馴的弟弟，要弟弟回來幫忙打理島田組的這片江山。但是他的弟弟拒絕接受這個提議，於是半藏被迫親手殺了他。這件事讓半藏哀莫大於心死，決心拒絕繼承父親的事業，同時脫離組織，並且放棄他一路艱辛得來的成果。現在半藏周遊列國，只為了讓他的戰士技藝更臻完美，冀望能藉此獲得只屬於他自己的榮耀，擺脫那些不斷糾纏他的往事。半藏的箭可以標記敵人。他可以飛簷走壁、從高處射擊或召喚出龍魂。
| 技能種類 | 名稱                                               | 說明                                                                                               |
| -------- | -------------------------------------------------- | -------------------------------------------------------------------------------------------------- |
| 主武器   |                                                    | 半藏拉緊弓弦，瞄準目標然後放箭狙擊。                                                               |
| 一般技能 |                                                    | 半藏射出帶有聲納追蹤裝置的箭，會標記出位於聲納偵測範圍內的所有敵人，這樣一來更容易去獵殺那些目標。 |
| 一般技能 | 半藏迅速地接連發射數發箭矢，每發箭矢具有固定傷害。 | |
| 一般技能 | 半藏能二次跳躍，並且能在跳躍途中變換前進方向。     | |
|          |                                                    | 半藏召喚出龍魂，讓它在空中朝直線翻騰，而且能夠穿過路徑上的牆壁，吞噬掩體後的敵人。                 |
| 被動技能 |                                                    | 半藏能跃上并且沿着墙壁攀爬。                                                                       |

### 炸彈鼠（Junkrat）
配音：克里斯·帕爾森（美國）；張欣（中國大陸）；鈕凱暘（台灣）；後藤弘樹（日本）
本名為（Jamison Fawkes），25歲，身份是無政府主義者、竊賊、爆破專家、傭兵、回收者。
炸彈鼠是個炸彈狂，所到之處滿是混亂和毀滅。由於澳洲智械生產中心的核融合反應爐遭受攻擊，使得澳洲內陸被輻射塵污染。在爆炸地點，遍地盡是該設施的殘磚破瓦以及變形的殘骸，成為一片幾乎無法居住的不毛之地。幾乎，但還是有人生存下來。他們自稱是回收者，從生產中心的殘骸中回收可用之物，獨自形成一個無法無天的地下秩序。炸彈鼠曾是他們的一員，在廢墟中回收金屬和零件來維持生活。他跟其他人一樣，受到殘留的輻射感染，因而狂亂，使他對炸彈瘋狂著迷，製作出十分危險的炸彈。他在智械生產中心的廢墟中發現了一個十分珍貴的秘密，雖然沒人知道他到底發現了什麼，但是從那之後，不管他到哪裡去，都會受到眾多賞金獵人、惡徒和投機份子的追殺。這種情況一直持續到他遇上攔路豬這個回收者集團的打手，才停止下來。炸彈鼠開出好處五五分的條件，讓攔路豬勉為其難的同意當他的私人保鑣。炸彈鼠有攔路豬同行之後離開了澳洲內陸，開始在世界各地犯案，他們所到之處滿地瘡痍，只留下破壞與混亂。炸彈鼠使用區域封鎖武器，包括緩慢發射榴彈的爆彈槍、彈飛敵人的震盪地雷以及使對方動彈不得的鋼鐵陷阱。
| 技能種類 | 名稱     | 說明 |
| -------- | -------- | --- |
| 主武器   | 爆彈槍   | 爆彈槍可以從遠距離緩慢地發射榴彈，這些爆彈會一路彈向目的地，並在撞到敵人的時候爆炸。                                                                             |
| 一般技能 | 震盪地雷 | 炸彈鼠放置自製的震盪地雷，引爆時，會對敵人造成傷害，並且將他們彈飛...或是讓自己飛到半空中。                                                                      |
| 一般技能 | 鋼鐵陷阱 | 炸彈鼠丟出一個巨大的金屬捕獸夾，這個陷阱會在敵人靠近的時候觸發，對敵人造成傷害並且使對方無法移動。                                                               |
|          | 地獄飛輪 | 炸彈鼠丟出一個裝有引擎的輪胎炸彈，這個炸彈可以在牆壁和障礙物表面高速移動。他能遙控引爆這個炸彈，對爆炸範圍內的敵人造成重大傷亡，如果時間到了，炸彈也會自動引爆。 |
| 被動技能 | 同歸於盡 | 即使死亡，仍可感受到炸彈鼠他那瘋狂的幽默感。他在死亡的時候，會掉落數枚即將爆炸的手榴彈。                                                                         |

### 卡西迪（Cassidy）
配音：馬修·麥瑟（美國）；李進（中國大陸）；夏治世（台灣）；小杉十郎太（日本）
本名·卡西迪（Cole Cassidy），最初化名为傑西·麥卡利（Jesse McCree），37歲，之前活躍於美國新墨西哥州聖塔菲的原「亡鎖幫」及「捍衛者」成員，特徵是牛仔式的打扮。
·卡西迪手持「和平捍衛者」左輪手槍四處亡命，以自己的方式來伸張正義。當卡西迪還是亡鎖幫成員時，就已經小有名氣。這個惡名昭彰的組織在美國西南部進行非法軍火買賣，他和同夥在「捍衛者」的某次臥底行動中被一網打盡。由於他個人槍法精準又足智多謀，因此「捍衛者」給他兩個選擇：在最嚴密的牢房終其一生；或加入「捍衛者」的秘密行動部隊「暗影守望」。他選擇了後者。雖然他一開始蠻悲觀的，不過後來開始認為，他可以改過自新，為這個世界伸張正義，替過去犯下的錯誤贖罪。卡西迪很喜歡「暗影守望」這個秘密組織所具備的靈活度，行事不為官僚主義和繁文縟節所束縛。不過當「捍衛者」日漸式微，內部的不法份子企圖搞垮這個組織，把它納為己用時，不想參與內鬥的卡西迪，決定獨自離開，就此銷聲匿跡。他在數年前以受雇槍手的身份，重新浮出檯面。雖然有各式各樣的組織希望能借用他的射擊天份，不過，他只為一件事情而戰：那就是他認定的正義。卡西迪手持「和平捍衛者」左輪手槍，以精準的槍法與飛鷹般的敏捷身手除掉敵人。
| 技能種類 | 名稱       | 說明 |
| -------- | ---------- | --- |
| 主武器   | 和平捍衛者 | 卡西迪的武器是手中那把可靠的六發式「左輪手槍」，他可以瞄準後擊發，對敵人造成可觀的傷害。也可以高速扣動扳機，將所有子彈傾瀉在靠近的敵人身上。       |
| 一般技能 | 戰術翻滾   | 卡西迪朝他移動的方向翻滾，同時在過程中毫不費力的為他那把和平捍衛者裝填子彈。                                                                       |
| 一般技能 | 閃光彈     | 卡西迪擲出一枚閃光彈，在離手後迅速爆炸。爆炸時會使小範圍內的敵人暈眩。                                                                             |
|          | 彈無虛發   | 專注、瞄準，然後拔槍。卡西迪會花上一些時間來進行精密瞄準，當他扣下扳機時，在他視線範圍內的所有敵人，無人能夠倖免。目標越虛弱，他的準備時間就越短。 |

### 小美（Mei）
配音：張昱（美國）；張昱（中國大陸）；林美秀（台灣）；Lynn（日本）
本名周美靈（Mei-Ling Zhou），31歲，身份是氣候學家及冒險家，先前活動於中國西安。
小美是一名科學家，她為了以一己之力保護自然環境而奮戰。許多人認為，地球氣候異常現象之所以不斷增加，是因為新科技發展、智械數量大幅成長，或是自然資源的急遽消耗，但真正的原因仍無人知曉。「捍衛者」為了找出解決之道，在全世界偏遠的重災區建立了好幾座生態觀察站。周美靈是這項多年計畫的成員。她是一位出類拔萃的氣候學家，發明了操控氣候的尖端新技術，保護了亞洲與其他瀕臨危機的區域。在她被派至位於南極的「捍衛者」基地監測站時，一場突如其來的極地風暴侵襲設施，切斷了他們與外界的聯繫。設備嚴重損毀，研究人員束手無策。由於補給逐漸消耗殆盡，這些科學家只好孤注一擲，進入休眠艙等候救援的到來。不過救援隊始終沒有出現。數年後，人們才找到這支小隊的低溫休眠艙。當時小美仍處於休眠狀態，她是唯一的生還者。而小美沈睡的這段時間，世界已截然不同：「捍衛者」已經解散，嚴重的氣候問題日益惡化，所有的生態觀察站也早已廢棄，觀察站收集的所有資料都消失無蹤。小美決定獨力繼續這項任務。她帶了一具可攜式氣候控制儀「雪球（Snowball）」走遍全世界，希望能重新建立生態網路，並且找出危害地球生態環境的肇因。小美使用操控氣候的裝置來使敵人緩速、設立防護。她的冷凍槍能發射冰柱狀子彈與冰霜氣流來傷害敵人。她可以用一道冰霜屏障包圍自己來隔絕傷害，或升起冰牆妨礙敵方的行動。
| 技能種類 | 名稱     | 說明 |
| -------- | -------- | --- |
| 主武器   | 冷凍槍   | 發射一道集中的短距離冰霜氣流，對敵人造成傷害，並且使其緩速，最後使敵人凍結在原地。小美的槍也可以發射冰柱狀的中距離子彈。 |
| 一般技能 | 冰霜屏障 | 立即以一道冰霜屏障包圍自己。在屏障持續期間，她會恢復生命值並且無視傷害，但也無法移動或使用技能。                         |
| 一般技能 | 冰牆     | 升起一道巨大的冰牆，冰牆可擋住視野、妨礙行動及抵擋攻擊。                                                                 |
|          |          | 部署一架氣象控制儀，在大範圍區域內颳起一陣暴風雪，使暴風雪中的敵人緩速並且受到傷害。在暴風雪中停留太久的敵人會被凍結。   |

### 法拉（Pharah）
配音：珍·科恩（Jen Cohn）（美國）；祝俊（中國大陸）；馮友薇（台灣）；朴璐美（日本）
本名（ / ），安娜的女兒，32歲，身穿如藍鳥一般的戰鬥服「猛禽6型」的埃及女性。
的血中流著為責任感犧牲的精神。她來自一個戰功彪炳的軍人家族，心中燃燒著為榮耀奉獻的期望。小時候就夢想著能跟隨母親的腳步，加入全球維和部隊，也就是「捍衛者」。後來法里哈加入了埃及軍隊，而她驚人的毅力和在戰術方面所展現出來的實力，讓她的軍階一路扶搖直上。法里哈無畏的領導風格也讓她的下屬忠心耿耿。因為這些模範紀錄，法里哈在「捍衛者」的候選成員名單上一直佔有一席之地。不過「捍衛者」卻在她加入之前就解散了。因為傑出表現而光榮退伍的法里哈受到螺旋國際安全公司雇用，這家私人的安全公司負責保護吉薩高地下方的人工智慧研究機構。這個列為最高機密的研究機構在全球安全上一向具有無比的重要性。法里哈欣然接受組織的要求，開始接受猛禽6型戰鬥服的訓練，這件實驗性戰甲在設計上可以提供高速移動能力和毀滅性的火力。法里哈以代號「法拉」的身份，擔任人工智慧機構的保安警衛。法里哈始終對錯過加入「捍衛者」的機會惋惜不已，她依然夢想著要為正義而戰，讓世界有所改變。穿著戰鬥服的法拉可以在空中飛行，腕部的火箭發射器可以發射火箭，產生震盪爆破。法拉是團隊中的得力助手。
| 技能種類 | 名稱       | 說明                                                                 |
| -------- | ---------- | -------------------------------------------------------------------- |
| 主武器   | 火箭發射器 | 這是法拉的主要武器，可以發射火箭飛彈對大範圍內的目標造成顯著的傷害。 |
| 一般技能 | 跳躍噴射   | 法拉的戰鬥服推進器可以提供動力，讓法拉在空中飛行。                   |
| 一般技能 | 震盪爆破   | 法拉發射裝在腕部的火箭。任何被火箭擊中的人都會被震波炸飛。           |
|          | 火箭彈幕   | 法拉能持續發射小型火箭彈幕，消滅大批敵人。                           |
| 被動技能 | 懸浮背包   | 法拉使背後的噴射推進器緩緩運作，可以在燃料消耗完之前持續懸浮在空中。 |

### 死神（Reaper）
配音：基斯·弗格森（美國）；賈邱（中國大陸）；林谷珍（台灣）；竹內良太（日本）
本名加布里爾·雷耶斯（Gabriel Reyes），58歲。關於這個黑袍恐怖份子的傳聞並不多，大家皆通稱「死神」。其真實身分和目的也相當神秘，唯一可以確認的是，只要他一現身，死亡如影隨形。死神是個難以預測的傭兵，也是個無情的殺手。他是世界上多起恐怖攻擊的主使者，而且在這數十年內他也參與了許多武裝衝突，但他似乎不效忠任何組織，也看不出任何理由。僥倖活下來的人都喃喃說著，他們看見一道黑色鬼影毫髮無傷的穿梭在地獄一般的戰場上。少數有辦法從戰場回收的屍體都呈現一片慘白，空洞軀殼內的生命力完全被抽乾，細胞的結構也產生了嚴重崩解跡象。因此死神可能是基因轉化實驗失敗的副產品，使他的細胞在超高速敗壞的同時進行超高速再生。有些試圖想追蹤死神蹤跡的人似乎在他的出現記錄中看出了一些端倪。他們認為死神是系統性的在獵殺前「捍衛者」探員。擁有獄焰散彈槍、化為不受任何傷害的無形暗影與幽影傳送的能力，死神是這世上最可怕的殺手之一。
| 技能種類 | 名稱       | 說明 |
| -------- | ---------- | --- |
| 主武器   | 獄焰散彈槍 | 死神運用雙手的大型散彈手槍來撕裂敵人的身軀。                                                                   |
| 一般技能 | 亡靈形態   | 死神暫時化為無形暗影。在這個狀態下，不會受到任何傷害，而且可以穿過敵人，但是也無法以武器攻擊或是使用其他技能。 |
| 一般技能 | 幽影傳送   | 在指定位置之後，死神會消失然後出現在該處。                                                                     |
|          | 死亡綻放   | 死神的身形變得模糊，以驚人的速度射出獄焰散彈槍的每一發子彈，對周圍所有敵人造成可怕的傷害。                     |
| 被動技能 | 死亡收割   | 死神造成的傷害一部分會作為生命值回收，在死亡綻放時也能同時回復血量。                                           |

### 士兵76（Soldier: 76）
配音：弗瑞德·塔塔薛瑞（美國）；劉垚（中國大陸）；楊少文（台灣）；大川透（日本）
本名約翰·「傑克」·莫里森（John "Jack" Morrison），被各國列為追捕對象，為了揭發「捍衛者」解散的幕後真相，他孤身發起戰爭。 士兵76在全球各地發起一連串的攻擊事件，金融機構、地下公司，以及「捍衛者」設施都成為他的攻擊目標。雖然他的動機為何，外界無從得知，不過有些人認為他就是前「捍衛者」成員，誓言要揪出導致「捍衛者」解散的幕後黑手。雖然身分成謎，不過大家相信他曾在美國的「士兵補強計畫」中受過訓練。他的肉體能力超越一般傳統士兵，再加上其他方面的強化，使他成為一名超絕的戰士。而且他手上還持有從「捍衛者」設施中偷走的劃時代高科技武器。士兵76一直在調查，想找出有哪些人該為「捍衛者」的解散負起責任，沒人能阻止他將這些人繩之以法。身上裝備尖端武器，包括實驗性脈衝步槍；這種步槍還能發射以螺旋狀方式前進的旋風火箭。士兵76擁有高級戰士所需具備的速度與輔助裝備。在遊戲公測期間是最受歡迎的攻擊型角色。2019年1月初，暴雪公佈的官方小說中透露了士兵76的性向，是繼閃光之後第二位具有LGBT身分的英雄。
| 技能種類 | 名稱 | 說明 |
| -------- | --- | --- |
| 主武器   | 重型脈衝步槍 | 即使是在全自動模式下全力開火，士兵76手中高科技步槍的射擊穩定性依然很高。                                                     |
| 一般技能 | 旋風火箭 | 從士兵76手中的脈衝步槍一次射出數枚小型火箭，火箭前進方式呈現螺旋狀，猶如旋風一般。火箭爆炸時會對小範圍內的敵人造成傷害。     |
| 一般技能 | 士兵76能夠加速朝前方衝刺，藉此閃避槍林彈雨，或是返回戰場。如果他採取向前衝鋒以外的任何行動，會終止衝刺的加速效果。 | |
| 一般技能 | 生化力場 | 士兵76在地上放置生化力場放射器。放射器散發出的能量會為76以及範圍內所有戰友徐徐恢復生命值。                                   |
|          | 戰術鎖定 | 士兵76的高科技瞄準護目鏡能夠將槍口「鎖定」在最接近準星的敵人身上。如果敵人離開士兵76的視線，會快速切換目標到下一名敵人身上。 |

### 駭影（Sombra）
配音：卡羅麗娜·拉瓦莎（美國）；蔣麗（中國大陸）；林芳雪（台灣）；齋藤千和（日本）
本名奧莉薇亞·克羅瑪（Olivia Colomar），30歲，活躍於墨西哥多拉多，曾隸屬於「烈骨幫」，現效力於「利爪」，身份是駭客。
駭影是這世上惡名昭彰的駭客之一，她擅長利用資訊來操縱那些把持權力的人。在化名為「駭影」之前，是智械危機後遺留的數千名孤兒之一，在這個國家的基礎建設幾乎毀壞殆盡的情況下，她靠著入侵網絡以及對電腦的天分存活下來。後來加入墨西哥的烈骨幫，她協助烈骨幫所發起的反政府運動。烈骨幫相信墨西哥重建工程主要的受益者，不是那些最需要幫助的貧民百姓，而是政府。由於創下許多輝煌戰績，對自己的能力充滿自信，然而她卻因無意間駭入一樁席捲全球的秘密計畫而暴露行蹤。為了保護自身安危不得不刪除所有身分資料，隱姓埋名。後來她以駭影的身分再次出現在世人面前。她變得比以前更強，決心要找出當年那樁陰謀的幕後真相。駭影開始大肆入侵，程度更勝以往，她在網路上的輝煌成就讓許多人注意到她，其中包括了利爪恐怖組織。後來她成為利爪組織的一員，據信利爪組織針對與政府關係深厚的企業所進行的大規模網路攻擊就是由她所主導。這些行動成功煽動墨西哥人民對光明能源公司展開革命運動，她還成功入侵伏斯凱亞工業這個俄羅斯反智械防禦武器的製造重鎮。駭影能匿蹤與削弱敵方技能，讓她成為強大的侵入者。她的駭入能阻擾敵人，使敵人更容易被解決掉，而她的電磁脈衝波更能一次阻擾多名敵人。駭影的相位轉換與匿蹤能力，更讓她的行蹤捉摸不定。
該角色為遊戲中第23位英雄及第2位非首發英雄，於2016年11月4日「暴雪嘉年華」上正式公開。
| 技能種類 | 名稱       | 說明 |
| -------- | ---------- | --- |
| 主武器   | 衝鋒槍     | 駭影的全自動衝鋒槍能在短程進行快速掃射。                                                                                         |
| 一般技能 | 駭入       | 駭影能駭入敵人使其暫時無法使用技能，也能駭入治療包讓敵人無法使用。駭入的敵人會顯示絕招的充能情況。                               |
| 一般技能 | 匿蹤       | 駭影能隱身，在這段時間她的移動速度大幅提升，但是一旦發動攻擊、使用攻擊性的技能或是受到傷害就會解除匿蹤。駭影隱身時不能佔領目標。 |
| 一般技能 | 相位轉換器 | 駭影能投擲相位轉換器。只要一啟動轉換器，即使轉換器還在飛行途中，她都能迅速傳送到轉換器的所在位置。                               |
|          |            | 駭影能發射大範圍電磁波來破壞敵人屏障與護盾，並駭入所有受到波及的敵人。                                                           |
| 被動技能 | 投機主義者 | 駭影可以讀取敵人的受傷狀況，同時探查虛弱的敵人位置。                                                                             |

### 辛梅塔（Symmetra）
配音：安賈莉·比曼尼（美國）；張昱（中國大陸）；張乃文（台灣）；生天目仁美（日本）
本名為·法斯瓦尼（ / ），28歲，身份是建築師。
辛梅塔確實有能力改變現實。透過操控硬化光粒結構，她可以隨心所欲打造出她想要的世界，並且希望藉此設計出一個完美的社會。在智械危機之後，南印度的維旭卡企業開始建造全新、具有自我存續能力的城市，以便收容國內移居的人口。而烏托邦便是其中一座透過硬化光粒這種實體化技術打造出來的城市。透過這種技術，工程師可以在頃刻之間建造出城市的街道、設施，和居住空間。年輕的莎提雅·法斯瓦尼在通過檢驗，證明她有能力成為光控建築師之後，脫離了極度貧困的生活，並接受維旭卡建築師學院的照顧，但再也無法回到家園。在她隔離且孤寂的新生活中，莎提雅讓自己沉浸在學習與訓練中。她很快就掌握了應用光控技術的方式，成為班上成績最好的學生之一。莎提雅操作光線實體化技術的方式不太一樣，相較於以程序化，機械式方法操作的其他同學，莎提雅建造建築物的動作看起來更像是來自她家鄉的傳統舞蹈。莎提雅身為烏托邦的頂尖工程師，而維旭卡企業發現看見她潛藏的無窮潛力。維旭卡企業給了莎提雅一個代號：「辛梅塔」，並且把她送到全世界進行秘密任務，目的是為了增加維旭卡企業的獲利，同時提高企業在其他國家的影響力。辛梅塔相信她的所做所為能讓社會變得更好。但某些時候她會捫心自問：「我所期待的控制和秩序，對人類來說真的是最好的嗎？」
辛梅塔曾經過數次改版，2018年6月實裝的改版使其從支援型英雄變為輸出型英雄。
| 技能種類 | 名稱       | 說明 |
| -------- | ---------- | --- |
| 主武器   | 光子投射器 | 辛梅塔的武器會在一定距離放射出能量光束，光束會持續造成傷害，且傷害會隨著成功鎖定的時間逐漸提高。辛梅塔也能讓投射器發射出爆炸性的能量球，對擊中的敵人造成高度傷害。當辛梅塔使用光束擊中屏障時，可以快速為光子發射器充能並回復彈藥數量。 |
| 一般技能 | 哨戒炮     | 辛梅塔設置小型哨戒塔，這些哨戒塔會自動攻擊範圍內最近的敵人，降低他們的速度。在戰場上最多可同時安裝三個哨戒塔。 |
| 一般技能 | 传送面板   | 辛梅塔將傳送裝置的出口設置在一定的距離之外，然後將傳送裝置的入口設置在她目前的位置。盟友可以立刻利用傳送裝置從入口移動到出口。 |
|          | 光子屏障   | 辛梅塔能設置一道巨大的能量屏障來防止遠程攻擊，屏障大到足以橫跨整張地圖。 |

### 托比昂（Torbjörn）
配音：基斯·西爾弗斯坦（美國）；賈邱（中國大陸）；第一代：佟紹宗、第二代前期：田志傑、第二代後期：宋克軍（台灣）；高岡瓶瓶（日本）
全名為（Torbjörn Lindholm），57歲，身份是武器設計師，活動區域為瑞典的哥德堡。
巔峰時期的，擁有地球上最先進的武器，而這些武器都出自於一位名叫托比昂‧林霍姆的天才工程師之手。在智械危機之前，托比昂就因為設計出不少世界各國爭相使用的武器系統而惡名昭彰。但事實上，他認為科技是為了要讓人類更具遠見。不過他的老闆可不這麼想，他的老闆只想要利用電腦智慧網路控制托比昂的武器系統。托比昂一向不信任具有知覺的機器智能，但他的同事都認為這只是個人偏執而已。托比昂長久以來所擔心的事情還是發生了，智械危機發生時，全世界的機器人都起身反抗人類。由於托比昂在工程學方面的才能，因此他受到招募，成為「捍衛者」的早期成員，而他的許多項發明也對終結危機提供了莫大幫助。在接下來的幾年內，「捍衛者」成為國際間的維和部隊，而托比昂依舊是滿足「捍衛者」的技術需求與專屬武器系統的重要來源不過在「捍衛者」分崩離析之後，有許多托比昂做出的武器在混亂中被偷走或是被藏在世界各地。托比昂覺得他必須要為這些發明負責，於是下定決心要阻止這些發明流入惡人的手中，不讓無辜的人們為此受害。托比昂的強化武裝包括鉚釘槍與鍛造鎚，以及能够部署自动砲塔，並将自己临时强化。
| 技能種類 | 名稱     | 說明                                                                                   |
| -------- | -------- | -------------------------------------------------------------------------------------- |
| 主武器   | 鉚釘槍   | 托比昂的槍能夠對遠處目標發射鉚釘，或是對近處目標發射火紅的金屬塊造成爆發性的傷害。     |
| 主武器   | 鍛造鎚   | 多功能鍛造鎚能夠修理砲塔。必要時，也能把這柄鎚子當做武器。                             |
| 一般技能 | 部署砲塔 | 托比昂可設置一座會自動建造的砲塔，自動追蹤並攻擊敵人。                                 |
| 一般技能 | 超負荷   | 托比昂在一段時間內獲得額外裝甲，並且提高攻擊、移動及裝填子彈的速度。                   |
|          | 爐心超載 | 托比昂可製造一池滾燙的熔渣，對敵人造成大量且持久的傷害，並且可以防止敵人穿過關鍵位置。 |

### 閃光（Tracer）
配音：卡拉·西奧博爾德（美國）；洪海天（中國大陸）；陶敏嫻（台灣）；加藤英美里（日本）
本名（Lena Oxton），26歲，原「捍衛者」成員及活躍在英國倫敦的冒險家。
所有的前探員都知道，閃光是個可以進行時空跳躍的冒險家，也是一股難以抵擋的善良力量。莉娜‧奧斯頓（代號：「閃光」）是入選「捍衛者」實驗飛行計畫中最年輕的人。她那無所畏懼的駕駛技巧相當出名，她也因此雀屏中選，參加了「滑流」傳送戰機的原型測試。但在第一次飛行的過程中，戰機的傳送矩陣發生故障，導致整台戰機消失，大家都認為莉娜殉職了。但在幾個月之後莉娜重新出現了，不過這次她面臨的考驗和原先大大不同：她身上的分子和時間的流動無法同步，導致她必須忍受「時空解離症」。莉娜就像活著的鬼魂一樣，不定期會消失數小時到數天之久。即使在她出現的短暫時間內，她也無法保持實體型態。「捍衛者」的醫生和科學家們都感到束手無策，決定放棄閃光。直到一位名叫溫斯頓的科學家設計出了時空加速器，這個裝置能讓閃光定位在當下的時刻。除此之外，閃光也因此獲得了控制自身時間流動速度的能力，她可以自由加快或減慢時間的流速。有了這個能力之後，她成為了「捍衛者」中最厲害的探員之一。在「捍衛者」解散之後，閃光依舊進行著除暴安良的工作。只要哪裡有不公不義的跡象，閃光就會前去伸張正義。雙手槍快速連射、能量強大的脈衝炸彈與如珠般的幽默話語，閃光在伸張正義時能快速穿越空間並回溯時間。
她是本遊戲「啟元版」包裝的封面人物，是最早設計的人物之一。她有著英國口音，身穿黃色的衣服。
由於在戰鬥勝利後的姿勢中、她的屁股表現地太過煽情，遊戲公司決定改掉這個姿勢。
| 技能種類 | 名稱     | 說明 |
| -------- | -------- | --- |
| 主武器   | 脈衝手槍 | 閃光能以雙手持有的先進手槍快速射擊敵人。                                                                             |
| 一般技能 | 閃現     | 閃光快速穿過她面前的空間，在數碼之外現身。閃現技能的使用次數最高可以累積到三次，每隔幾秒可以累積一次。               |
| 一般技能 | 回溯     | 閃光回溯時間，她的生命值、彈藥量，和地圖上的所在位置會回到幾秒之前的狀態。                                           |
|          | 脈衝炸彈 | 閃光丟出高能炸彈，會黏附在任何物體表面或是不幸的敵人身上。在些許延遲後炸彈就會爆炸，對範圍內的所有敵人造成大量傷害。 |

### 奪命女（Widowmaker）
配音：克洛伊·霍林斯（Chloe Hollings）（美國）；楊夢露（中國大陸）；汪世瑋（台灣）；伊藤靜（日本）
本名為（Amélie Lacroix），33歲，身份是刺客，活動區域為法國的安錫。
奪命女是完美的刺客：她充滿耐心、無情，而且乾淨俐落。不但毫無情緒而且從不為所做所為感到一絲後悔。一般認為奪命女在成為刺客之前，曾經和一位名叫傑哈‧拉庫瓦的「捍衛者」探員結婚。這名探員針對利爪組織展開了許多行動。而利爪組織在數次暗殺傑哈失敗之後，把目標轉向他的妻子艾蜜莉。利爪組織的幹員綁架了她，並讓她接受強烈的神經再制約計畫。在完全摧毀她的意志力，抑制了她本身的性格之後，艾蜜莉就被利爪組織催眠為一位密探。她最終被一位「捍衛者」探員發現，狀況看來雖然很糟但似乎還過得去，於是艾蜜莉便重新恢復原先的生活。兩週之後艾蜜莉殺死了在睡夢中的傑哈。任務完成之後艾蜜莉回到利爪組織中，組織完成了她的訓練程序，把艾蜜莉轉變成一個活生生的武器。她接受了大量匿蹤方面的訓練，同時生理狀態也遭到劇烈改變，讓心跳速度大幅降低，這也讓她的皮膚就此呈現著冰冷的藍色，而且再也無法感受到人類的情緒。原先的艾蜜莉不復存在。現在奪命女是利爪組織身手最俐落的刺客，她只有在任務完美完成時，才能感受到一絲小小的滿足。奪命女身上裝備的武器都具有殲滅敵人的威力，包括釋放毒氣的地雷、開啟紅外線視野的護目鏡與可以切換成全自動步槍模式的狙擊步槍。
在遊戲公測期間是最受歡迎的防禦型角色。
| 技能種類 | 名稱       | 說明 |
| -------- | ---------- | --- |
| 主武器   | 奪命之吻   | 奪命女的「多功能狙擊步槍」，能夠搭配瞄準鏡狙擊遠方目標。如果目標進入中等距離內，也可以切換成全自動步槍模式。                                                   |
| 一般技能 | 爪鉤       | 奪命女往她瞄準的方向射出爪鉤，當爪鉤接觸到可攀登的表面時就會回捲，將奪命女快速帶往目標地點。她可以利用這個技能取得良好的戰場視野、迴避攻擊或是從側面夾擊目標。 |
| 一般技能 | 劇毒地雷   | 這種可以快速安裝的劇毒地雷能夠吸附在絕大多數物體的表面。當目標進入地雷的動作感應器範圍時就會爆炸，讓範圍內的所有敵人都受到毒氣影響。                           |
|          | 紅外線視野 | 奪命女的偵查謢目鏡讓她能在一段時間之內看見牆壁和物體後方的目標熱能反應。這種強化視線模式可以與隊友共享。                                                       |

### 索潔恩（Sojourn）
配音：Cherise Boothe （美國）；郭馨雅（台灣）；野首南帆子（日本）
本名薇薇安·蔡斯 (Vivian Chase)，加拿大藉的捍衛者成員兼指揮官，首次登場於溫斯頓的召回名單內。在抓捕馬克西米連行動中擔任風暴小隊指揮官。於《鬥陣特攻 2》正式登場

## 肉盾型
被動技能：減少受到的擊退效果。治療和受傷時產生的絕招蓄力比較少。

### D.Va
配音：夏勒特·鄭（美國）；陶典（中國大陸）；穆宣名（台灣）；種田梨沙（日本）
本名（ / ），19歲，身份是職業電競選手及機甲駕駛員，活動區域為韓國釜山。
D.Va運用之前身為職業電競選手的高超技術，駕駛韓國最先進的機甲來保護家園。20年前，巨大智械怪物從中國東海深處竄出，朝南韓發動攻擊。這個巨大、笨重的怪物對沿岸城市造成了莫大傷亡，然後返回深海之中。因此，南韓政府決定構建一支被稱為「MEKA」的無人機械裝甲戰鬥部隊，好在未來要面對的智械威脅中，保護人民居住的城市。政府所害怕的事情並非空穴來風，因為每隔幾年，就會有個怪物從海底出現，攻擊南韓和附近的國家。智械機器人從這些攻擊行動中不斷學習，時常進行調整，以不同方式、不同外貌，搭配新的武器和能力發動攻擊。每次攻擊最後都會陷入僵局，雖然擊敗了怪物，但是卻無法將其完全摧毀。智械的手段持續演進，終於成功癱瘓MEKA部隊的無人機控制網路，軍方在不得已的情況下，只好以駕駛員來操縱機甲。在苦無適當人選的情況下，政府決定招募韓國職業電競選手，因為他們具備相當的反應速度和直覺，相當適合控制機甲配備的先進武器系統。政府最後挑選了一批頂尖明星選手，其中一位就是「D.Va」宋荷娜。她除了因為高超技巧而著名，同時也是一位相當具有侵略性的選手，為了勝利不惜一切代價，她從來不會對敵人手下留情。D.Va把這項新任務看成是比賽，一收到通知，就毫不畏懼地駕駛MEKA機甲衝向戰場，準備為國家擋下敵人。她最近更開始對粉絲直播整場戰鬥行動，她的一舉一動逐漸讓她受到世界的矚目。D.Va的機甲動作靈活而且火力強大，上頭的兩管旋轉式加農砲能自動掃射短程距離內的敵人。她能啟動機甲的推進器，在敵人頭上飛行或繞過阻礙物；或啟動防護力場，阻擋前方的攻擊。
| 技能種類 | 名稱                                                                                       | 說明 |
| -------- | ------------------------------------------------------------------------------------------ | --- |
| 主武器   | 熱核砲                                                                                     | D.Va的機甲配有兩管短程旋轉式加農砲，不需重新裝填彈藥即可連續射出高傷害彈幕，但攻擊時會減緩D.Va的移動速度。 |
| 主武器   | 光線槍                                                                                     | D.Va配有中程自動手槍，因此在脫離機甲之後，仍能繼續戰鬥，                                                   |
| 一般技能 | 噴射推進                                                                                   | D.Va啟動機甲的推進器，產生動能向前飛行。她可以改變前進方向，或是藉由高速前進來撞倒敵人。                   |
| 一般技能 | 防護力場                                                                                   | D.Va可短暫維持面向前方的標定陣列系統；啟動時可阻擋來自前方的遠程攻擊。                                     |
| 一般技能 | 火箭匣艙                                                                                   | D.Va 能發射數枚火箭飛彈攻擊敵人。                                                                          |
|          | 自爆                                                                                       | D.Va從機甲彈射出去，並且引爆反應爐，對附近的敵人造成莫大傷害。                                             |
| 空投機甲 | D.Va能在戰鬥機甲被摧毀後，呼叫一台新的機甲重返戰局。機甲投放產生的衝擊也能對敵人造成傷害。 | |
| 被動技能 | 緊急逃生                                                                                   | 如果D.Va在駕駛過程中機甲被摧毀，那麼D.Va會緊急彈射脫離機甲。                                               |

### 萊因哈特（Reinhardt）
配音：達林·德保羅（Darin De Paul）（美國）；袁國慶（中國大陸）；陳幼文（台灣）；乃村健次（日本）
全名為萊因哈特·威爾海姆（Reinhardt Wilhelm），61歲，身份是士兵及冒險家，活動區域為德國的斯圖加特。
萊因哈特‧威爾海姆把自己打扮成古代的勇士，依循著騎士的信條：無懼、正義，和勇氣而活。三十多年以前，因應世界各地機器人所引發的威脅，「捍衛者」隨之成立。萊因哈特這位功勳彪炳的德國士兵也是「捍衛者」的早期成員之一，智械危機也就是仰賴他們才得以結束。在危機解除之後，「捍衛者」成為了全球性的機構，在飽受戰火摧殘的世界維持和平。萊因哈特證明了他在「捍衛者」中是名十分可靠的勇士。萊因哈特崇高的道德理想以及讓人印象深刻的風格，令同儕和長官十分尊敬。他從不畏懼說出心中想法，萊因哈特不只是大力聲援「捍衛者」，有必要的話，他也會對「捍衛者」做出最嚴厲的批評，提醒「捍衛者」的力量應該為良善服務。在「捍衛者」服務到五十多歲的時候，萊因哈特被強制從戰鬥行動中退役。他為了無法繼續履行責任感到相當沮喪，害怕他為了理想和榮耀奉獻的日子就此結束。局勢隨著時間推移變得越來越不明朗，「捍衛者」也飽受貪汙和叛變的指控，但萊因哈特唯一能做的，只有看著他守護了一輩子的理想在恥辱中逐漸黯然遠去。即便「捍衛者」最終解散了，但萊因哈特不是那種坐看世界失序的人。他再次穿上鎧甲捍衛世道，立誓為歐洲的正義而戰，就像古代騎士一樣，不僅守護著無辜人民，而且讓人們相信光明的未來終將來臨。萊因哈特全身包覆在強化護甲中，手持無可匹敵的火箭鎚。他可以靠著火箭推進向前方直線衝鋒，並以寬廣的屏障力場保護戰友。
在遊戲公測期間是最受歡迎的肉盾型角色。
| 技能種類 | 名稱                                                                                           | 說明 |
| -------- | ---------------------------------------------------------------------------------------------- | --- |
| 主武器   | 火箭鎚                                                                                         | 萊因哈特的火箭鎚是無可匹敵的近戰武器，每次揮動畫出的寬廣弧形，都具備重擊敵人的威力。                                     |
| 一般技能 | 屏障力場                                                                                       | 萊因哈特面對前方架起一面寬廣的屏障護盾，可以在被摧毀前持續吸收傷害。不過萊因哈特維持屏障來保護自己和同伴的時候無法攻擊。 |
| 一般技能 | 萊因哈特向前方一直線衝鋒，並且把路徑上第一名敵人往前撞。被他撞到牆壁上的敵人會受到嚴重的傷害。 | |
| 一般技能 | 烈焰擊                                                                                         | 萊因哈特向前揮動火箭鎚，飛射出一個燃燒的投射物，在穿透敵人的同時造成傷害。                                               |
|          | 地裂擊                                                                                         | 萊因哈特用火箭鎚重擊地面，擊倒他面前所有敵人，同時造成傷害。                                                             |
| 被動技能 | 鋼鐵意志                                                                                       | 萊因哈特能夠減少被攻擊時遭到擊退的效果。                                                                                 |

### 攔路豬（Roadhog）
配音：約修·彼得斯多夫（美國）；孟祥龍（中國大陸）；李英立（台灣）；楠見尚己（日本）
本名（Mako Rutledge），48歲，身份是打手及保鑣。
攔路豬是個殘暴的殺手，因為恣意肆虐的暴力行為而惡名昭彰。智械危機爆發後，智械機器人幾乎把整個國家給毀掉。政府決定把澳大利亞智械生產中心周圍的土地全數讓給智械機器人，藉此換取長久的和平。這個和平協議迫使馬可·拉特利奇和其他大量內陸地區的居民搬離此處，其中包含了倖存者、太陽能農民、以及不願離開的人們。失去家園這件事情引發馬可和其他人的憤怒，他們決定採取激烈手段，於是組成「澳大利亞解放陣線」來對抗智械及機器人大軍，意圖取回被奪走的土地。事件層出不窮，事情越演越烈，後來他們破壞了智械的核融合反應爐，引發一場大爆炸毀掉了智械設施，但是輻射汙染了周遭的土地，讓內陸地區方圓數公里化為廢墟，到處佈滿變形的金屬塊和殘骸。馬可眼看著歷經災難的家鄉變成不毛之地，人生從此產生重大變化。為了在這個環境活下來，他戴上面具、騎著臨時拼湊而成的摩托車，朝內陸地區的公路幹道前進。一路上，他的人性一點一點的消逝。最後，原本的馬可蕩然無存，殘暴無比的攔路豬就此誕生。攔路豬使用招牌鎖鍊鉤把敵人拉到自己面前，然後用廢鐵槍粉碎他們。他非常強悍，可以承受巨大的傷害，並且能在短時間內恢復一部分生命值。
| 技能種類 | 名稱     | 說明 |
| -------- | -------- | --- |
| 主武器   | 廢鐵槍   | 攔路豬的廢鐵槍能射出大量金屬片，射程雖短，不過命中範圍很大。其次，也可以朝遠處射出一顆裝滿金屬片的球體，球體會在撞到物體時爆開來，散射出許多金屬片。 |
| 一般技能 | 吸了再上 | 攔路豬使用可以在短時間恢復部份生命值的呼吸裝置，並減免受到傷害。                                                                                     |
| 一般技能 | 鎖鍊鉤   | 攔路豬朝目標擲出鎖鍊，命中時會把該目標拉到自己面前。                                                                                                 |
|          | 火力全開 | 攔路豬在他的廢鐵槍上面加裝一個裝填器，然後在極短的時間內連續射出可擊退敵人的廢棄零件。                                                               |

### 歐瑞莎（Orisa）
配音：切芮爾·斯基特（Cherrelle Skeete）（美國）；龍顯蕙（台灣）；種崎敦美（日本）
是從某一具昙花一现的OR-15A型防禦機器人改造而成，她是這座城市最新的保護者，不過仍然有許多需要學習的地方。OR-14型「伊迪娜」是在智械危機前使用的防禦機器人，由奈及利亞的大型智械生產中心製造。戰爭爆發後，奈及利亞停止生產這款機器人，智械危機期間被使用的許多型號也跟著停產。二十年後，努巴尼再度復興，並重新啟動OR-14計畫，保護城市抵禦外侮。這批新的OR-15型機器人製造不久後就遭到毀滅拳王摧毀。在這場攻擊過後，努巴尼廢止這項計畫，公民政府賣掉剩餘的OR-15庫存。11歲大的伊菲‧歐拉戴勒買下其中一些零件。這位對於機械與人工智慧天賦異稟的小女孩正是艾達維基金會「英才獎」的得主。伊菲的父母作風民主開放，在他們的同意之下，伊菲用獎金買下一具廢棄的OR-15型機器人。她相信努巴尼需要一位守護者，升級的OR-15型機器人正可以擔負起這項重任。伊菲修復並重新設定這具機器人，並植入自己設計的個人化核心。她將努巴尼的新英雄命名為歐瑞莎。歐瑞莎的確展現出保衛城市的能力，但是她還在努力尋找最佳的防禦機制。這名沒有經驗的智械有時候可能會惹出麻煩。幸運的是，伊菲願意為她進行必要的調整，歐瑞莎的人工智慧也能做出相對的適應。這對機器人與創造者的搭檔總是可以克服種種挑戰。歐瑞莎以防禦機器人展開職業生涯，她對於這個世界和自身的功能還有許多要學習的地方。但是只要有樂觀自信的伊菲協助引導，加上她不斷建立的榮譽感與責任感，歐瑞莎隨時都能為努巴尼與她的創造者挺身而出，不計代價。
歐瑞莎扮演團隊的樞紐，使用防護屏障從前線保護隊友。她可以從遠方發動攻擊，強化自身的防禦，施放引力來減緩敵人的速度並移動敵人的位置，並設定增壓強化裝置，一次強化多名隊友的傷害輸出。
該角色為遊戲中第24位英雄及第3位非首發英雄，於2017年3月22日正式公開。
| 技能種類 | 名稱         | 說明                                                                         |
| -------- | ------------ | ---------------------------------------------------------------------------- |
| 主武器   | 核融砲       | 歐瑞莎的全自動射擊能量砲可以持續輸出傷害，但是使用時會降低她的移動速度。     |
| 一般技能 | 強化防禦     | 歐瑞莎進入強化模式，暫時消除弱點、降低所受到的傷害並且對控場效果免疫。       |
| 一般技能 | 不准動!      | 歐瑞莎可以施放引力彈，引爆時降低附近敵人的移動速度，並將他們拉向爆炸中心點。 |
| 一般技能 | 防護屏障     | 歐瑞莎能夠設置防護屏障，幫助她和她的隊友擋下敵方砲火。                       |
|          | 增壓強化裝置 | 歐瑞莎啟動增壓強化裝置來強化裝置視野範圍內隊友造成的傷害。                   |

### 席格馬（Sigma）
配音：鮑里斯·希斯坦德（美國）；劉以嘉（中國大陸）；黃天佑（台灣）；島田岳洋（日本）
本名席柏倫‧德‧蓋博（Siebren de Kuiper），62岁，天體物理學家，荷兰人。
作為一名天體物理學家，德‧蓋博雖然性格古怪，但仍被業界視為一名先驅。在認為時機成熟之時，他在軌道空間站進行了一場對他而言最重要的一場實驗。然而實驗出現了事故，而這場事故使得他的周遭出現了詭異的重力波動現象。身心受創的他在被送回地球後，因為無法控制自身周遭出現的重力波動現象而被關進了秘密設施進行隔離，同時被人們取了個綽號——「實驗體席格馬」。利爪組織覺察到了德‧蓋博的價值，於是將他從隔離設施中救了出來並進行培養。德‧蓋博受創的心靈沒有被治愈，腦海中時常浮現的一段旋律讓他無法保持理智，但在利爪的幫助下，他逐漸掌握了控制重力波動現象的能力，最終成為了一個活體兵器。
該角色為遊戲中第31位英雄及第10位非首發英雄，於2019年7月23日正式公開並於7月24日登錄測試伺服器（PTR）。
西格玛的武器，灵感大概率来自于古罗马时期的十二面体。西格玛受到的重力波动与旋律很大概率与智瞳有关，而智瞳也是背景故事中重要且穿插故事的关键性人物或组织。
| 技能種類 | 名稱 | 說明 |
| -------- | --- | --- |
| 主武器   | | 席格馬能發射兩枚重力弹球，可以反弹墙壁或者地板，反弹一次后，可以短时间内，再弹跳一次，然后发生爆炸，爆炸效果有微乎其微的吸引力。攻击距离有范围。 |
| 一般技能 | | 西格玛张开右手，放出一个小型的量子屏障，再次按下右键，可以收回屏障，两秒到三秒后会逐渐恢复护盾值。如果屏障被摧毁，会进入冷却，冷却好了之后，屏障可以再次使用。一直按住右键可以无限延伸，如果碰到障碍物，如墙壁，则会停下。                                                                                                 |
| 一般技能 | 西格玛可以吸收所有飞行物，并转化为护盾。这个护盾是暂时的。飞行物不包括：美的左键，查莉娅的射线，温斯顿的电弧等等                                                                               | |
| 一般技能 | 西格玛使用重力聚集大量碎石，并扔出，砸向敌人，被击中的第一名敌人会倒地，并受到大额伤害。这个技能有着较长的起手动作（技能前摇）。投掷或扔出的行动路线为抛物线，需要大量的练习才能做到百发百中。 | |
|          | | 西格玛消耗全部大招能量，飞到天上，并召唤大范围的引力漩涡，吟唱一段后，将范围内所有敌人全部升到半空，再短暂蓄力后，狠狠砸到地面，造成大量伤害，并有短暂的控制效果。大招期间，西格玛可以无限向上飞行。可以在被推到深渊时使用此技能，飞到地面上，并及时保护队友。注意的是，在大招期间，飞到天上的敌人是可以使用技能和普攻的。 |

### 溫斯頓（Winston）
配音：克里斯賓·弗里曼（美國）；孟祥龍（中國大陸）；符爽（台灣）；伊丸岡篤（日本）
29歲，是一隻受過基因工程改造而且智力超絕的猩猩，也是一位優秀的科學家，同時也是代表著人類潛能的一位勇士。人類重新開啟太空探索的第一步，就是建造地平線月球殖民地。居民中有一群基因強化過的猩猩，目的是為了要測試在太空長期生活的適應能力。在接受了哈洛‧溫斯頓博士團隊的基因工程之後，其中一隻猩猩產生腦部快速發展的現象。博士不僅教他科學，還以人類創造力的故事來啟發這隻猩猩。而這隻年輕的猩猩就在協助科學家進行實驗的生活中度過每一天，同時看著窗外的藍色世界，夢想著在地球上他所擁有的無限可能性。不過其他猩猩領導的反抗行動使這隻猩猩的生活陷入一片混亂。其他猩猩殺掉了科學家，並且將殖民地占為己有。於是這隻猩猩決定繼承這位照顧他的科學家名字：溫斯頓，並且建造臨時火箭逃往地球。在地球，他找到了新的容身之地：「捍衛者」，一個代表著他所仰慕的人類天性的組織。溫斯頓最後終於能夠實現他的英雄理想，那個從小就一點一滴累積起來的願望。現在，隨著「捍衛者」的解體，他再次和他所相信的一切失去連結。溫斯頓隱居了起來，期待著英雄得以回歸的那一天到來。溫斯頓擁有許多了不起的發明—噴射跳躍、放射電流的特斯拉砲、可攜式的屏障產生器等，以及名符其實的猩猩蠻力。
| 技能種類 | 名稱       | 說明 |
| -------- | ---------- | --- |
| 主武器   | 特斯拉砲   | 溫斯頓的發明，只要扣著扳機就能在近距離內放射出電流來攻擊敵人。 |
| 一般技能 | 噴射跳躍   | 溫斯頓藉由能量背包提供的推力衝到空中，落地時對附近的敵人造成傷害，同時擊昏他們。                                                                                   |
| 一般技能 | 屏障產生器 | 溫斯頓的屏障產生器可以產生氣泡狀的力場，在屏障被摧毀前，能夠不斷吸收傷害。保護範圍內的盟友能夠開火反擊。                                                           |
|          | 野性之怒   | 溫斯頓能讓自己恢復獸性，使生命值大幅提升，變得難以擊殺，強化自身近戰攻擊能力，同時能夠更加頻繁的使用噴射跳躍技能。在狂暴狀態下，溫斯頓只能使用近戰攻擊和噴射跳躍。 |

### 火爆鋼球（Wrecking Ball）
配音：哈蒙德：Dee Bradley Baker（美國）；「火爆鋼球」機甲AI：Jonathan Lipow（美國）
本名哈蒙德（Hammond），14歲，身份是機甲駕駛與技師，曾活躍於「地平線」月球殖民地及垃圾鎮。哈蒙德是一隻誕生於「地平線」月球殖民地的基因改造倉鼠，經過基因改造的他身形遠比普通倉鼠要巨大。月球殖民地猩猩叛亂時，它偷偷將自己的逃生艙與溫斯頓的逃生艙鏈接，搭溫斯頓的便車回到了地球。哈蒙德的救生艙在進入地球時與溫斯頓的救生艙分離，最終降落在了澳洲內陸垃圾鎮的郊外。身為哈蒙德友人的溫斯頓並不知道哈蒙德成功返回了地球，哈蒙德此後也並沒有與溫斯頓取得聯繫。為了進入垃圾鎮女王的機械角斗場贏得獎金，哈蒙德將自己的逃生艙改造成了機甲並定名「火爆鋼球」。雖然哈蒙德本身不會講任何的人類語言，但他可以通過機甲的發聲AI與他人進行語言交流。「火爆鋼球」在機械角斗場過關斬將贏得了冠軍，但沒人知道這個機甲的駕駛員竟是一隻倉鼠。哈蒙德拿到了獎金，如願逃離了垃圾鎮，踏上了新的冒險之旅。
該角色為遊戲中第28位英雄及第7位非首發英雄，於2018年6月28日正式公開。
| 技能種類 | 名稱     | 說明                                                                                     |
| -------- | -------- | ---------------------------------------------------------------------------------------- |
| 主武器   | 四联火炮 | 火爆鋼球的自動突擊砲可以轟垮中距離的敵人。                                               |
| 一般技能 | 动力铁球 | 火爆鋼球變形成一顆鐵球，可以靈活移動穿梭戰場。                                           |
| 一般技能 | 工程抓钩 | 火爆鋼球拋出穩固爪鉤來固定在某個區域中甩盪移動。當高速碰撞敵人時，可造成傷害並擊退對方。 |
| 一般技能 | 感应护盾 | 火爆鋼球產生暫時性質的個人護盾，護盾值會依據附近敵人的數量而提高。                       |
| 一般技能 | 重力坠击 | 火爆鋼球重擊腳下地面，對敵人造成傷害並且把他們打飛到空中。                               |
|          | 地雷禁区 | 火爆鋼球部署持久的環罩地雷，敵人一碰觸就會爆炸。                                         |

### 札莉雅（Zarya）
配音：多利亞·格凡斯基（Dolya Gavanski）（美國）；洪海天（中國大陸）；第一代：姜瑰瑾、第二代：魏晶琦、PTR版：王華怡（台灣）；齋賀光希（日本）
全名為（Александра Зарянова），28歲，身份是士兵及原運動員，活躍於俄羅斯的克拉斯諾亞爾斯克前線。
是世界最強的女子運動選手之一；在戰爭期間，她為了保護她的家人、朋友和國家，毅然決定犧牲個人榮耀。出生在西伯利亞偏遠地區的小村莊，在三十多年前，那裡正位於智械危機的戰場前線。雖然俄羅斯軍隊擊敗了機械人，成功關閉控制機械人的中樞，但是這個區域飽受戰火摧殘，面目全非。亞歷珊卓當時還只是個孩子，放眼望去盡是戰後留下的瘡痍。日漸成長的她，在心中發誓要獲得力量，幫助她的同胞平復當時帶來的創傷。亞歷珊卓當時把全副心力都放在舉重訓練和健身上面，被公認是國家運動項目的明日新星。她訓練繁重，地位也不斷上升，並且成為國家代表，眾人期待她能超越巔峰，在即將到來的世界盃中，打破難以超越的紀錄。但是就在賽事前夕，長期處於休眠狀態的西伯利亞機器人工廠突然發動攻擊，她的村莊再次受到戰火侵襲。亞歷珊卓原本能過著名利雙收的生活，但是她拋下這一切，立刻退出比賽，趕回家鄉加入當地的防衛部隊。如今，對某些人來說，她是精實堅定的戰士。不過對她來說，這是一個機會，是一個能運用自身強大力量來保護所愛之人的機會。札莉雅能發出強大的個人防護屏障，將傷害轉化為能量，用在大型的粒子砲。無論在何種戰場，札莉雅都是無可取代的前線戰鬥人員。
| 技能種類 | 名稱     | 說明 |
| -------- | -------- | --- |
| 主武器   | 粒子砲   | 札莉雅除了可以用強大的粒子砲釋放出具有威力強大的短程光束之外，也能投擲能量炸彈攻擊複數敵人。                 |
| 一般技能 | 粒子屏障 | 從粒子砲發出個人防護罩來保護札莉雅，同時將攻擊她的能量重新導向，用來強化她的武器傷害，提高粒子光束的破壞力。 |
| 一般技能 | 投射屏障 | 札莉雅以能量護罩包覆附近的隊友，護罩除了能吸收砲火，還能強化她粒子砲的威力。                                 |
|          | 引力彈   | 札莉雅射出一枚重力炸彈，將敵方戰鬥人員拉向爆炸中心，並且在敵人受困期間對他們造成傷害。                       |
| 被動技能 |          | 由能量屏障所阻擋的傷害可以轉換成武器能量，用來提高粒子炮造成的傷害。                                         |

### 垃圾鎮女王（Junker Queen）
配音：Leah De Niese（美國）；穆雪婷（中國大陸）；許雲雲（台灣）；渕崎有里子（日本）
本名為（Odessa "Dez" Stone）
2代追加的坦克型角色，是垃圾鎮的統治者，統治有超過十年之久。

### 拉瑪塔（Ramattra）
配音：Ramon Tikaram（美國）；郝祥海（中國大陸）
2代追加的新坦克型角色(2022年12/7實裝)，初次登場是在PVE任務「失控倒數」的結尾的过场动画中與毀滅拳王對話。
零度象限的領導者。曾過去參與智械戰爭的智械，戰後進入香巴里寺院當僧侶也學習和平與寧靜。
但人類社會普遍對智械懷有強烈的敵意，目睹孟達塔之死後改以更務實的手段來貫徹其信念。
並自行成立零度象限，為求守護智械的基本權利，手段變得更加激進。

## 輔助型
被動技能：自動恢復生命。

### 安娜（Ana）
配音：Aysha Selim（美國）；武向彤（中國大陸）；崔幗夫（台灣）；榊原良子（日本）
本名為（ / ），60歲，身份是賞金獵人。
的創始成員之一，安娜使用她的技能與專長來保衛家園與至親。當智械危機在埃及造成慘重的傷亡時，資源耗盡而且人手不足的維安部隊依靠國家的精英狙擊手支援，而安娜‧阿瑪利這位舉世公認的狙擊好手便是其中一員。她的槍法精準、機智果斷而且直覺靈敏，自然而然被選入「捍衛者」精銳部隊來終止戰爭。原本進行的任務成功之後，安娜晉升為上尉，擔任指揮官莫里森的副手多年。儘管身肩重擔，安娜堅持加入作戰行動，在戰場上活躍至五十多歲。在一場解救人質的任務中，據信她為利爪組織的刺客「奪命女」所殺。事實上，儘管傷勢慘重，失去了右眼，安娜還是從那場劫難中死裡逃生。在療傷過程中，過去的戰鬥生涯使她心生倦怠，寧可讓世人相信她已經不在這個世上。然而，隨著時光流逝，她看到家園飽受惡人威脅，想要保衛人民的念頭再也按捺不住。帶著從「捍衛者」軍備庫「申請」來的武器，安娜回到熟悉的世界，抵抗威脅這個國家安危的惡勢力，為和平而戰。安娜的多功能武器能讓她從遠距離外治療與強化隊友，她也能使用生化步槍、睡眠鏢與生化手榴彈來削弱敵人的攻擊。
該角色為遊戲中第22位英雄及第1位非首發英雄，於2016年7月12日正式公開。
| 技能種類 | 名稱       | 說明 |
| -------- | ---------- | --- |
| 主武器   | 生化步槍   | 安娜的步槍所射出的飛鏢可以恢復隊友的生命值或對敵人造成持續傷害。她可以使用步槍的瞄準鏡將視野拉近目標，精準地射擊敵人。                               |
| 一般技能 | 睡眠鏢     | 安娜可以用手槍發射麻醉飛鏢使敵人昏迷。 |
| 一般技能 | 生化手榴彈 | 安娜投出一枚生化手榴彈對敵人造成傷害，並治癒小範圍內的隊友。受影響的隊友在短時間內受到的治療可獲得提升；而在爆炸範圍內的敵人短時間內則無法接受治療。 |
|          | 奈米強化   | 安娜為隊友注射戰鬥藥劑，恢復隊友的傷勢並提高戰鬥能力。隊友能造成更多傷害，並降低敵人對其所能造成的傷害。                                             |

### 巴帝斯特（Baptiste）
配音：本茲·安托萬（美國）；馬洋（中國大陸）；陳彥鈞（台灣）；咲野俊介（日本）
全名為（Jean-Baptiste Augustin），36歲。身份是戰地醫護兵，曾活躍於海地托爾圖加。
是一位菁英戰地醫護兵與前利爪組織成員，現在他運用自身的能力來幫助那些受戰火波及的人民。
在智械危機中有 3 千萬孩童淪為孤兒，尚巴帝斯特‧奧古斯丁是其中一位。他在有限的機會與資源下從軍，加入了因應智械危機而組成的島嶼軍隊「加勒比海聯盟」。受到內心深處想幫助人民的渴望驅使下，巴帝斯特選擇戰地醫護兵的道路，效力於加勒比海聯盟的特種菁英部隊。
服役完畢後，巴斯特想為自己的長才找尋下一個用武之地，最後從少數向他招手的單位中選擇加入利爪組織的傭兵團。戰後有許多想趁機發災難財的組織，利爪組織正是其中之一。巴帝斯特生平第一次過上好日子。一開始，利爪組織交派的任務對他來說易如反掌，而且報酬豐厚。他還能拿出一部分的酬勞在家鄉開設診所。可是慢慢地，單位下達的指令越來越嚴峻，內容擴及到暗殺以及對平民百姓展開軍事行動。面對團隊的作為，巴帝斯特了解到自己正在延續當年摧毀家園的暴力。於是他離開利爪組織，摒棄自己過去的所作所為，下定決心要開創新的道路。然而巴帝斯特知道太多秘密。利爪組織不打算善罷干休，派出了特務想殺人滅口。殺手接二連三地找上門來，其中還包括巴帝斯特之前的同袍。為了隱藏行蹤，巴帝斯特居無定所，在世界各地進行人道救援。少數幾名追捕他的利爪成員也消失無蹤。現在，巴帝斯特為了幫助世界而努力，他盡可能救治人民，必要時也會挺身戰鬥。他明白過去是無法抹煞的－－但是做出改變才是真正重要的事。
該角色為遊戲中第30位英雄及第9位非首發英雄，於2019年2月25日正式公開。
| 技能種類 | 名稱       | 說明 |
| -------- | ---------- | --- |
| 主武器   | 生化發射器 | 巴帝斯特的三連發生化發射器不僅精準﹑不太有反作用力，而且還可以造成大量傷害。它同時也是治療裝置，發射的榴彈能治療彈著點附近的隊友。 |
| 一般技能 | 癒傷波動   | 巴帝斯特啟動強力的癒傷波動，能在一小段時間內治療自己與附近的隊友。                                                                 |
| 一般技能 | 維生力場   | 巴帝斯特能使用裝置，建立一個防止隊友死亡的力場。敵人可破壞此裝置。                                                                 |
|          | 增幅矩陣   | 巴帝斯特設置一面能量矩陣，當友方發射的武器穿過矩陣時傷害與治療效果會加倍。                                                         |
| 被動技能 | 機動長靴   | 藉由輔助裝置，巴帝斯特可以在蹲伏後跳得更高。                                                                                       |

### 碧姬（Brigitte）
配音：瑪蒂爾達·斯梅迪烏斯（Matilda Smedius）（美國）；張洛綺（中國大陸）；陳貞伃（動畫短片）、葉于嘉（台灣）；大森由紀（日本）
全名為（Brigitte Lindholm），23歲，瑞典人，是一名出色的工程師、冒險家，托比昂·林霍姆的么女。
碧姬是托比昂唯一一個對機械工程感興趣的孩子，並繼承了她父親的天賦。她深受教父萊因哈特的英雄和騎士精神故事影響，在萊因哈特決定成為伸張正義的遊俠騎士後，碧姬毅然請求作為萊因哈特的助手隨他一同冒險。
在激烈的戰鬥中她意識到，單純作為助手無法讓她全力幫助萊因哈特。於是，她向萊因哈特學習了戰鬥技巧並為自己開發了一套護甲。由此，她也正式加入了戰鬥，與萊因哈特並肩作戰。碧姬擅長運用裝甲。她可以丟出修復包治療隊友，當她以連枷攻擊敵人時，也能持續恢復附近隊友的生命值。或是使出懲擊來擊昏遠處的敵人。在戰鬥中，她能在使出持盾衝鋒的同時以屏障防盾來保護自己。碧姬使出大招全軍集結時，她的移動速度會暫時提高，並提供附近所有隊友持久的护甲。
該角色為遊戲中第27位英雄及第6位非首發英雄，於2018年3月1日正式公開。她在被公佈為可操控角色前曾於官方漫畫《屠龍勇士》及短片《榮耀與光榮》出場。
| 技能種類 | 名稱     | 說明                                               |
| -------- | -------- | -------------------------------------------------- |
| 主武器   | 火箭連枷 | 碧姬的近戰武器攻擊距離較遠，並能一次擊中多名敵人。 |
| 一般技能 | 修復包   | 碧姬丟出能恢復隊友生命值的修復包，可以儲存三次。   |
| 一般技能 | 懲擊     | 碧姬能向遠處甩出連枷，造成傷害並且擊退命中的敵人。 |
| 一般技能 | 屏障防盾 | 碧姬可在前方舉起能量屏障來吸收固定傷害。           |
| 一般技能 | 持盾衝鋒 | 啟動屏障防盾時，碧姬可以向前衝鋒並擊暈敵人。       |
|          | 全軍集結 | 碧姬的移動速度提高，並提供自己和附近的隊友裝甲。   |
| 被動技能 | 激勵     | 碧姬在攻擊敵人時，自己和附近的隊友會逐漸恢復生命。 |

### 路西歐（Lúcio）
配音：強尼·克魯茲（美國）；孫曄（中國大陸）；賈文安（台灣）；興津和幸（日本）
全名為（Lúcio Correia dos Santos），26歲，身份是唱片騎師及自由鬥士。
路西歐是享譽國際的名人，他用音樂和行動來鼓舞社會大眾。自小在里約熱內盧擁擠的貧民窟成長，那裡在智械危機後的金融風暴中受到重創。當巴西展開漫長的重建工作時，他很想為周遭的人打氣加油。後來，他終於找到了答案，那就是用音樂的力量讓大家凝聚在一起，甚至用音樂幫助人們忘記苦痛，即使只能持續一小段時間。他在大街小巷演奏音樂，隨著年齡增長，這逐漸轉變成一種傳奇性的非主流音樂表演。後來，與路西歐十分親密的人們被捲入混亂之中。維旭卡企業這間跨國公司決定在這座城市的大片土地進行重建工作，相關人員告訴路西歐和他的鄰居，這樣做能改善他們的生活。不過，這些並未成真。維旭卡企業以打造秩序社會為由，強制實施宵禁，打擊那些所謂「目無法紀」的行為，還把大眾當作廉價勞動力來使用。路西歐無法接受這件事，於是他潛入維旭卡企業，偷走用來鎮壓民眾的音波科技，把這項技術變成用來集結民眾採取行動的工具。在某次群眾暴動中，人們趕走了維旭卡企業。身為領導人的路西歐，在一夕之間成名，並且成為社會良善的正面象徵。他的音樂馬上流行起來。原本，他只在巴西街頭表演；如今，他走唱全世界。路西歐聲名大噪，他忽然間明白，他有能力去改變這個世界，讓世界變得更美好。路西歐的高科技音波槍能發射音波攻擊敵人，或是產生音浪擊退敵人。他的音樂能治療隊友或提高移動速度，他可以隨時在兩首歌曲之間切換。
| 技能種類 | 名稱     | 說明 |
| -------- | -------- | --- |
| 主武器   | 音波槍   | 路西歐能用音波槍發射音波攻擊敵人，或是產生音浪擊退敵人。                                                       |
| 一般技能 | 切換曲目 | 路西歐不斷用音樂使自己和附近的隊友充滿活力。他可以在兩首歌曲之間切換：一首能提高移動速度，另一首能恢復生命值。 |
| 一般技能 | 音量全開 | 路西歐能夠提高喇叭的音量，藉此增強歌曲的效果。                                                                 |
| 一般技能 | 音浪衝擊 | 路西歐能夠發射音浪衝擊波擊退敵人。                                                                             |
|          | 音波屏障 | 路西歐的音波槍散發出防護能量，短暫在他以及附近的隊友身上產生大量護盾。                                         |
| 被動技能 | 壁面疾走 | 路西歐能藉由在牆面上滑行來移動。                                                                               |

### 慈悲（Mercy）
配音：露西·波爾（美國）；陶典（中國大陸）；劉小芸、陳美貞（台灣）；大原沙耶香（日本）
本名為安琪拉·齊格勒（Angela Ziegler），37歲，身份是戰地醫護人員及先遣急救員，活躍於瑞士蘇黎世。
安琪拉‧齊格勒博士是位醫術高超的醫療人員、聰明的科學家，同時也是和平的忠實擁護者，對於受她照顧的人來說，她無疑就是個守護天使。慈悲原先是在一間著名的瑞士醫院工作，並且成為外科手術團隊的主治醫生，她在轉向應用奈米生物科技領域之後取得了重大突破，針對足以威脅性命的疾病和傷殘人員開發出效果卓越的療法。也就是因為這個專業領域上的成就，吸引了「捍衛者」的注意。因為雙親都在大戰中失去性命，她相當反對組織以軍事力量達成世界和平的方式。但最終安琪拉發現，在「捍衛者」裡讓她有機會去拯救更多生命。安琪拉身為「捍衛者」醫學研究方面的領導人，試著將她的醫療成果應用在充滿危機的前線，因而催生了女武神快速反應裝，安琪拉本人也經常穿著這身配備參與「捍衛者」的任務。即便她為「捍衛者」做出了許多奉獻，安琪拉還是經常覺得她的理想和組織的整體目標有所衝突。於是在「捍衛者」解散之後，安琪拉便獻身於那些因戰亂而受苦的人們。即便是將大部分的時間用來照顧世界上戰亂地區流離失所的人們，但當無辜的人們受威脅時，安琪拉‧齊格勒博士還是會穿著女武神急救裝現身。慈悲的女武神急救裝讓她像守護天使般飛向隊友；她的天使之杖可以發射光束，治療、復活或強化隊友。
在遊戲公測期間是最受歡迎的輔助型角色。
| 技能種類 | 名稱     | 說明 |
| -------- | -------- | --- |
| 主武器   | 天使之杖 | 慈悲可以發射兩種能連接在友軍身上的光束。在維持光束連結的情形下，可以為友軍恢復生命值，當友軍生命值低於一半時增加治療量，或是提高友軍造成的傷害。 |
| 主武器   | 天使光槍 | 慈悲可以用注射槍進行短距離射擊。 |
| 一般技能 | 守護天使 | 慈悲可以在關鍵時刻飛向指定的隊友，快速抵達對方身邊進行支援。                                                                                     |
| 一般技能 | 復活     | 慈悲可以讓附近倒下的友軍以生命值全滿的狀態復活，繼續戰鬥。                                                                                       |
| 一般技能 | 天使緩降 | 慈悲的女武神急救服可以產生推進力，減緩她從高處墜落時的速度。                                                                                     |
|          | 女武神   | 慈悲释放出女武神急救服的全部能量，期間持續為自己治療、手槍無限子彈，慈悲之杖可以一起治療或強化目標附近的隊友。                                   |
| 被動技能 | 共鳴恢復 | 慈悲的天使之杖治療隊友時也能治療自己。 |

### 莫伊拉（Moira）
配音：吉納維芙·奥雷利（美國）；李世荣（中國大陸）；傅其慧（台灣）；園崎未惠（日本）
本名為（Moira O’Deorain），48歲，身份是基因科學家，活躍於愛爾蘭都柏林及伊拉克綠洲城。
莫伊拉在基因科學領域有著自己的想法，然而世人認為她的想法過於偏激，使得莫伊拉的名聲一落千丈。此時，隸屬於「捍衛者」的「暗影守望」雷耶斯暗中與之接觸並暗中支持莫伊拉的研究，使莫伊拉的研究能為「捍衛者」所用，此事直到威尼斯事件後才被曝光。「捍衛者」解散後，綠洲城的科學家團隊向她伸出了橄欖枝。然而傳聞稱，為了繼續自己的研究，她早以與「利爪」達成協議，以研究成果換取「利爪」對她的研究的支持。
該角色為遊戲中第26位英雄及第5位非首發英雄，於2017年11月3日的「暴雪嘉年華」開幕式上正式公開。
| 技能種類 | 名稱                         | 說明 |
| -------- | ---------------------------- | --- |
| 主武器   |                              | 莫伊拉使用左手消耗生化能量來治療面前的所有隊友。她的右手可以發射長程光束武器汲取敵人的生命值來治療莫伊拉並且恢復她的生化能量。 |
| 一般技能 | 生化球                       | 莫伊拉可以發射彈跳的生化球；她可以選擇以再生效果來治療生化球路徑中的盟友，或是以衰退效果對敵人造成傷害。                       |
| 一般技能 | 莫伊拉能進行快速的短程傳送。 | |
|          | 聚合光束                     | 莫伊拉可以引導長程光束治療盟友，同時能穿透屏障來傷害敵人。                                                                     |

### 禪亞塔（Zenyatta）
配音：費奧多爾·錢（美國）；李元韜（中國大陸）；第一代：李勇、第二代：于正昇（台灣）；猛獁西尾（日本）
本名為泰哈薩·禪亞塔（ / ），20歲，身份是流浪導師及冒險家。經常以跏趺坐浮於空中並移動。
禪亞塔是一位具有高度智能的智械僧侶，在世上漫遊，尋找靈魂昇華之道。據說與他不期而遇之人，能夠拋棄舊有的本我。許多年之前，在智械危機之後，有一群流浪的智械機器人體驗到所謂的精神覺醒。他們拋棄了程式預先設定好的生活，在喜馬拉雅山深處相互扶持，建立了一座僧院。在冥想多年並且徹思存在的本質之後，他們認為自己超越了人工智能的範疇，他們就像人類一樣也擁有靈魂。在了解到他們在靈魂層面上和人類並無二致之後，泰哈薩‧蒙達塔這位神秘的機器人，帶領著這群僧侶試著去治癒智械危機對那一整個世代所造成的傷痕，並讓人類和機器人回歸和諧的社會關係。他們的信念被全球數百萬人接受，變成像是明星般的風雲人物。不過禪亞塔這位僧侶並不認同這個新方向。他認為光靠教條式的指導，無法解決人類和智械機器人之間的問題。唯有個體之間的互動才能從根本解決問題。禪亞塔最終走上他自己的道路，他離開了僧院並在全世界流浪，協助他在路上遇見的人脫離罣礙，找到內心的平靜。有必要的話他也會出手保護無辜的生命，無論對象是智械機器人或是人類。禪亞塔使用和諧之珠與紛亂之珠來治療隊友與削弱敵方，並可以進入群体傷害免疫的超凡狀態。
| 技能種類 | 名稱 | 說明 |
| -------- | --- | --- |
| 主武器   | | 禪亞塔射出一顆顆充滿毀滅能量的破滅之珠，或是花費幾秒時間來積蓄能量，然後快速連發。                                                               |
| 一般技能 | | 禪亞塔放出和諧之珠盤旋在目標隊友肩膀上方，只要目標仍在禪亞塔的視線範圍內，和諧之珠就能使這名隊友緩慢恢復生命值。同一時間只能對一個目標產生效果。 |
| 一般技能 | 將紛亂之珠附著到敵方身上，可以增加對方受到的傷害。只要目標仍在禪亞塔的視線範圍內，就會持續產生作用。同一時間只能對一個目標產生效果。 | |
|          | | 禪亞塔暫時進入超凡狀態。他在超凡入聖期間無法使用技能或武器，但是可以免疫傷害，並且自動為附近的盟友恢復生命。                                     |
| 被動技能 | 猛踢 | 快速近戰攻擊的傷害提高50%，並且大幅提高擊退距離。                                                                                                |

### 霧子（Kiriko）
配音：天城莎莉（美國）；陈婷婷（中國大陸）；楊詩穎（台灣）；菲魯茲·藍（日本）
本名家守霧子（Kiriko Kamori）是鐵坂神社的守護者，既是武藝高強的忍者，也是強大的治療者。
與半藏和源氏是童年玩伴的關係。在島田家族沒落後，她誓言守護家鄉不受可怕的橋元家族所害。
自身家族世世代代都在守護人民和城市，不過父親“山神敏郎”為一名鑄劍師，被橋元家族的人抓走，為其賣命。
從小由母親“朝”與祖母撫養長大，祖母是侍奉靈狐的巫女，母親對劍術之道感興趣而沒有繼承。在動畫中，母親看到霧子使用靈狐之力而感到震驚。
祖母和母親都很希望霧子能繼承衣缽，不過霧子難以選擇，劍術之道讓她屏除雜念，而與靈狐的牽絆讓她有能力保護弱小。兩者都讓霧子感到充實和溫暖。
霧子、源氏與半藏是青梅竹馬，而霧子與源氏小時候經常一起習武，兩個人都很調皮好動，在茶會時搞惡作劇，被母親臭罵了一頓。
霧子的母親“朝”精通劍術，同時也是島田兄弟（半藏與源氏）的劍術師傅。
| 技能種類 | 名稱 | 說明 |
| -------- | --- | --- |
| 主武器   | | 霧子投擲飛行極快的苦無攻擊敵人，爆頭傷害很高。                                                                       |
| 主武器   | 霧子導引出一道追蹤目標盟友的治療護符，護符在接觸盟友後使其受到治療效果。                                 | |
| 一般技能 | | 霧子瞬間傳送到指定隊友，期間無敵而且可以穿牆傳送。                                                                   |
| 一般技能 | 霧子投擲出保護符，在爆開後對範圍內的自己和盟友產生短暫的無敵效果，以及清除大部分負面效果，同時恢復生命。 | |
|          | | 霧子召喚一隻向前衝刺的狐狸，狐狸所留下的路徑會短暫存在，自己和盟友在此路徑上會加快移動、攻擊速度和技能冷卻回復速度。 |
| 被動技能 | 飛簷走壁                                                                                                 | 可於壁面上攀爬。 |

### 織命（Lifeweaver）
配音：普文诺·唐萨宇恩（美國）；淦子齐（中國大陸）；喬資淯（台灣）
泰國科學家，本名尼蘭‧普魯薩瑪尼（Niran Pruksamanee）。
出生於條件優渥的家庭，年幼時被父母送進維旭卡的教育體系，與辛梅塔是在維旭卡大學期間的同學兼室友。
研究出了「生物光子」技術，也因此與維旭卡產生了分歧。後來他帶著自己的研究成果輟學，遭到維旭卡的通緝。
遊戲中第一位官宣為「泛性戀者」的可操控角色。

## 非可游玩角色

### 雅典娜（Athena）
配音：Evelyn Duah（美國）；翁媛（中國大陸）；李直平、杜素真（台灣）
協助溫斯頓處理「捍衛者」事宜的人工智能系統，同時照顧溫斯頓的起居。因為雅典娜掌握了所有「捍衛者」特工的個人資訊，「死神」曾襲擊直布羅陀監測站試圖從雅典娜身上獲得這些資訊。在實際遊戲中，雅典娜還充當系統廣播的角色。

### 班德希克·馮·阿爾德（Balderich von Adler）
配音：Piotr Michael（美國）；孫誠（台灣）
已故德國十字軍部隊首領，萊因哈特在十字軍的長官兼摯友，短片《榮耀與光榮》主角之一。智械危機時期，他帶領他的精銳部隊在「愛西瓦德（Eichenwalde）」抵抗智能機械入侵，他本人在此役中戰死。在實際遊戲中，「愛西瓦德」是一張遊戲地圖，進攻方需進攻城堡奪取他的遺物。

### 朴岱炫（Dae-hyun Park）
配音：Johnny Young（美國）；宋昱璁（台灣）
D.Va專屬整修員兼男性親友，隸屬韓國MEKA部隊，初次登場於動畫短片《閃亮巨星》。岱炫自幼認識宋荷娜（即D.Va）並一起長大，兩人都喜歡機械改造。在動畫短片《閃亮巨星》中，駐留MEKA基地的他幫助D.Va引發機甲反應爐過載，炸毀了巨型智械「鬼神」派出意圖襲擊釜山的最後一部飛行器。在實際遊戲中，「釜山」是一張控制地圖，內含D.Va和岱炫所在的MEKA基地。

### 艾蜜莉（Emily）
「閃光」的同性戀人，居住倫敦，首登場於遊戲官方漫畫《映像》。在該期漫畫中她與閃光有接吻畫面，而這一畫面宣告閃光成為遊戲公開的第一位LGBTQ人士。

### 伊菲·歐拉戴勒（Efi Oladele）
配音：林簌（中國大陸）
14歲，努巴尼天才發明家，艾達維基金會「英才獎」最年輕得主。在毀滅拳王襲擊努巴尼艾達維國際航廈時目睹了全過程，她事後回收了一部OR-15型機器人的部件，並將其改造成了歐瑞莎。

### 傑哈‧拉庫瓦（Gérard Lacroix）
探員、（即「奪命女」）的亡夫，他在睡夢中被遭「利爪」組織洗腦的艾蜜莉所殺而死。他曾於官方漫畫《威尼斯行动》中登場，在故事中他受到針對位於瑞士的「暗影守望」基地的炸彈襲擊事件波及，身負重傷。

### 哈爾-佛烈德·格里區博特（Hal-Fred Glitchbot）
配音：周寧（台灣）
好萊塢著名導演，成名作《他來自月球（They Came From Beyond the Moon）》。因為智械危機，身為智械名人的他也成為了恐怖分子的刺殺目標。在實際遊戲中，他出現在了地圖「好萊塢」中，他所乘坐的轎車是進攻方奪取並護送的運載目標。
該角色名字取自電影《2001太空漫遊》中的機器人「HAL 9000」以及現實中的著名導演亞佛烈德·希區考克（Alfred Hitchcock）。

### 哈洛·溫斯頓博士（Dr. Harold Winston）
配音：格雷格·俊（Greg Chun）（美國）；吳文民（台灣）
科學家，同時是溫斯頓的培養者。於月球殖民地大猩猩叛亂事件中被宣告身亡，溫斯頓為紀念哈洛以對方的姓氏為自己命名。

### 卡緹婭·伏斯凱亞（Katya Volskaya）
配音：Gulmira Mamedova（美國）；丘梅君（台灣）
沃斯卡娅主席，智械危機時期俄羅斯抗擊智械入侵的英雄，名望極高。然而「黑影」揭露卡緹婭與不明身份的智械有武器技術上的秘密接觸，以此要挾卡緹婭與自己「交朋友」並提供方便。

### 米娜·廖（Mina Liao）
新加坡籍的科學家，「捍衛者」六位創始成員之一，身故。她協助奧尼卡集團創造出了智械，導致了智械戰爭的爆發。莫里森認為米娜可以幫助人類戰勝智械，不計前嫌邀請米娜加入了他們。在「捍衛者」的幫助下，廖博士費盡畢生心血創造出了戰鬥機器人「迴音」以對抗智械，然而她本人也在完成「迴音」之時遇襲殉職。

### 馬克西米連（Maximilien）
配音：Stephane Cornicard（美國）；李香生（台灣）
是一位富有的智械富商，同時也是「利爪」組織的高層。在摩納哥經營一家賭場。

### 島田宗次郎（Sojiro Shimada）
配音：田川洋行（美國）；陳宗岳（台灣）
已故的島田當家，半藏與源氏的父親。在动画短片《双龙》中以旁白身份讲述了龙王传说。

### 泰哈撒·蒙達塔（Tekhartha Mondatta）
配音：Sendhil Ramamurthy（美國）； 孫中台（台灣）
智能機械僧、禪亞塔的同門。他是人機和諧共存運動的主要人物，在英國國王大道的一次公開演說中殞命於「奪命女」槍下。
該角色与禪亞塔的名字均取自英國「警察樂隊（The Police）」於1980年發行的專輯《Zenyattà Mondatta》。

## 外部連結
- 官方网站：全球、中国大陆
- 互联网电影数据库（IMDb）上《Overwatch》的资料（英文）